# August von Wassermann
August Paul  von Wassermann (n. 21 februarie 1866, Bamberg, Bavaria - d. 16 martie 1925, Berlin) a fost medic și bacteriolog german, evreu de origine, cunoscut pentru descoperirea, în 1906, a reacției ce-i poartă numele. 